# 布利奇頓 (喬治亞州)
布利奇頓（英語：Blitchton）是位於美國喬治亞州布賴恩縣的一個非建制地區。該地的面積和人口皆未知。

## 地理
布利奇頓的座標為31°08′36″N 81°22′40″W / 31.14333°N 81.37778°W，而該地的平均海拔高度為22米（即72英尺）。